# لورنتسا ماتستی
لورنتسا ماتستی (ایتالیایی: Lorenza Mazzetti؛ ‏ ۲۶ ژوئیهٔ ۱۹۲۷ – ۴ ژانویهٔ ۲۰۲۰) کارگردان فیلم، رمان‌نویس، عکاس و نقاش اهل ایتالیا بود.
از فیلم‌هایی که وی در آن‌ها نقش داشته است، می‌توان به با هم اشاره نمود.